# Banglades az 1992. évi nyári olimpiai játékokon
Banglades a spanyolországi Barcelonában megrendezett 1992. évi nyári olimpiai játékok egyik részt vevő nemzete volt. Az országot az olimpián 3 sportágban 6 sportoló képviselte, akik érmet nem szereztek.

## Atlétika
Férfi
| Versenyző                                                                | Versenyszám     | Előfutam | Előfutam | Előfutam | Negyeddöntő | Negyeddöntő | Negyeddöntő | Elődöntő | Elődöntő | Elődöntő | Döntő   | Döntő    |
| Versenyző                                                                | Versenyszám     | Idő      | Hely.    | Össz.    | Idő         | Hely.       | Össz.       | Idő      | Hely.    | Össz.    | Idő     | Helyezés |
| ------------------------------------------------------------------------ | --------------- | -------- | -------- | -------- | ----------- | ----------- | ----------- | -------- | -------- | -------- | ------- | -------- |
| Golam Ambia                                                              | 100 m           | 11,06    | 6.       | 61.      | kiesett     | kiesett     | kiesett     | kiesett  | kiesett  | kiesett  | kiesett | kiesett  |
| Shahanuddin Choudhury                                                    | 200 m           | 21,88    | 6.       | 57.      | kiesett     | kiesett     | kiesett     | kiesett  | kiesett  | kiesett  | kiesett | kiesett  |
| Mohamed Mehdi Hasan                                                      | 400 m           | 48,62    | 7.       | 57.      | kiesett     | kiesett     | kiesett     | kiesett  | kiesett  | kiesett  | kiesett | kiesett  |
| Golam Ambia Mohamed Mehdi Hasan Shahanuddin Choudhury Mohamed Shah Jalal | 4 × 100 m váltó | 42,18    | 5.       | 22.      |             |             |             | kiesett  | kiesett  | kiesett  | kiesett | kiesett  |

## Sportlövészet
Női
| Versenyző       | Versenyszám | Selejtező | Selejtező | Döntő   | Döntő    |
| Versenyző       | Versenyszám | Pont      | Helyezés  | Pont    | Helyezés |
| --------------- | ----------- | --------- | --------- | ------- | -------- |
| Shahana Parveen | Légpuska    | 379       | 43.       | kiesett | kiesett  |

## Úszás
Férfi
| Versenyző               | Versenyszám | Előfutam         | Előfutam         | Előfutam         | Döntő   | Döntő   | Döntő   | Helyezés |
| Versenyző               | Versenyszám | Idő              | Hely.            | Össz.            | Típus   | Idő     | Hely.   | Helyezés |
| ----------------------- | ----------- | ---------------- | ---------------- | ---------------- | ------- | ------- | ------- | -------- |
| Mohamed Mukhesur Rahman | 100 m mell  | nem állt rajthoz | nem állt rajthoz | nem állt rajthoz | kiesett | kiesett | kiesett | kiesett  |
| Mohamed Mukhesur Rahman | 200 m mell  | 2:51,21          | 6.               | 52.              | kiesett | kiesett | kiesett | kiesett  |